# USS Enterprise (NCC-1701-B)
A USS Enterprise (NCC-1701-B), vagy Enterprise-B egy föderációs űrhajó a Star Trek: Nemzedékek című filmben. Ez a harmadik és egyúttal a legrövidebb ideig szereplő Enterprise csillaghajó a Star Trek történetében. Az Excelsior osztály fejlesztett változatába tartozó Enterprise-B leginkább arról ismert, hogy annak fedélzetéről tűnt el James T. Kirk a hajó krízishelyzetbe fordult próbaútján, akit ezután mindenki halottnak hitt.

## Története
Az Enterprise-B-t ünnepélyes keretek közt 2293-ban avatták fel és az alkalomra az elődhajó főtisztjeit, James T. Kirköt, Pavel Chekovot és Montgomery Scottot is meghívták. A hajó kormányosa Demora Sulu, Kirk egykori legénységének kormányosának, Hikaru Sulunak a lánya, a parancsnok pedig a nem túl tapasztalt John Harriman kapitány volt. A hajóval mindössze egy rövid próbaútra (a Pluto megkerülésére) indultak, ám hamarosan vészjeleket fogtak két bajba jutott el-auriani hajótól, amik három fényévre tőlük egy különös energiasávban rekedtek, amit később Nexusként azonosítottak. Mivel az Enterprise volt a legközelebb, a próbaút hamar mentőakcióvá vált. A kapitány tapasztalatlansága mellett viszont az is gondot okozott, hogy a hajót még nem fejezték be teljesen: se a fegyverzet, se a mentésnél használt vonósugár nem került beépítésre, ahogy az orvosi személyzet is hiányzott. Ennek ellenére a legénység a tapasztalt veteránok segítségével mindent elkövetett a bajba jutottak kimentéséért. Az egyik csillaghajó még a mentés előtt megsemmisült, de a másikról Scotty segítségével sikerült a rajta lévők egy részét átsugározni, amihez azonban közelebb kellett menni a jelenséghez, amelyben így az Enterprise is elakadt. Fegyverzet híján át kellett programozni a deflektor-rendszert, hogy annak kisütésével semlegesítsék a jelenség gravitációját és a hajó kiszabaduljon. Kirk kapitány a feladatot magára vállalva elindult a deflektor-rendszer vezérlőjébe, ami közvetlenül a deflektor-tányér mellett található, és ott a szükséges átállítások után a deflektor kisütésével sikerült az Enterprise-t kiszabadítani. Ezután azonban a jelenség pászmája hirtelen eltalálta a hajó oldalát a deflektor-vezérlőnél, pont ott ahol Kirk is tartózkodott. A találat során a hajó léket kapott és Kirk kapitánynak nyoma veszett.

## Utóélete
Az Enterprise-B további sorsáról hivatalosan semmi bizonyosat nem tudni, de több Star Trek-regény még foglalkozott vele és a legénységével. Ezek alapján a tragikus incidens után Harrimant leváltották az Enterprise éléről, és öt évig William George volt a kapitány, majd 2298-tól 2311-ig ismét Harriman volt a parancsnok. Harriman után Demora Sulu lett a hajó kapitánya, aki 2315-ben családi ok miatt eltávozáson volt egy ideig, de 2316-tól ismét az Enterprise kapitánya lett még évekig. Az utolsó parancsnok Thomas Johnson Jr. volt, aki a 2320-as években vette át a parancsnokságot és a kardassziai-határ mentén járőrözött. A hajó itt bajori menekülteknek is segített, majd 2329-ben egy ismeretlen vírus megfertőzte a legénységet. Ezt követően az Enterprise-B eltűnt.
Pályafutása során 142 csillagrendszert térképezett fel, és 17 értelmes fajjal vette fel a kapcsolatot.
Az Enterprise-B kalandjairól leginkább az úgynevezett The Lost Era-könyvsorozat köteteiben lehet olvasni.

## Háttér
Az Enterprise-B a jól ismert és elterjedt Excelsior osztály továbbfejlesztett változatába tartozik, ami ugyanúgy az Excelsior osztály része, mint a normál változat, amilyen a USS Excelsior is. (Ahogy az első Enterprise eredeti, majd annak későbbi, fejlesztett változata is a Constitution osztályba tartozott.) Mindenesetre továbbfejlesztett Excelsiorból jóval kevesebb készült, mint a hagyományosból, hivatalosan legalábbis csak két hajó tartozott ebbe a kategóriába. A két hajótípus ezzel együtt is nagyon hasonlít egymásra, ami miatt könnyen össze is téveszthetőek.
Egy rövid lista összegzi a különbségeket az Excelsior osztály normál változatához képest:
- Plusz egy, nagyobb impulzushajtómű-pár a "csészealj"-szekción
- Hangsúlyos, kék fényű Bussard kollektorok a hajtóműgondolák elején
- Vezérsíkok a gondolák végén
- A hajtómű-szekció oldalán végigfutó taréjidom, ami további helyiségeknek ad helyet (a deflektor-vezérlő is itt található)
- Ezeken kívül a fejlesztett változat technikailag is fejlettebb valamivel az elődjénél, valamint némiképp a festése is különbözik

Eredetileg az Enterprise-B gyengélkedőjét is elkészítették volna, erről vázlatok is készültek, de az ide tervezett jelenetek végül kimaradtak a filmből, így ténylegesen nem is épült meg a gyengélkedő díszlete.

## Szereplése
Az Enterprise-B a legkevesebbet szereplő Enterprise csillaghajó: az Enterprise-C-hez hasonlóan először domborműként bukkan fel az Enterprise-D tárgyalójában lévő emlékfalon (ott még csak normál Excelsiorként), hajóként pedig mindössze a Star Trek: Nemzedékek első negyedórájában látható, mintegy csak azért, hogy felvezesse Kirk drámai eltűnését. Feltehetően emiatt is az NBC kellékesei egy már létező hajó feljavított változatát készítették el Enterprise-B-nek, és nem egy teljesen új hajót. Star Trek produkciókban az Enterprise-B-n kívül csak egy ilyen, fejlesztett Excelsior osztályú hajó tűnt fel: az USS Lakota (NCC-42768) a DS9 Paradise Lost című epizódjában. A Lakota amúgy az Enterprise-B átcímkézett modellje volt, az Enterprise-B-t pedig a Bill George trükktechnikus által készített eredeti Excelsior modelljének átépítésével alakították ki John Eaves és Hermann Zimmerman látványtervezők.